# Parafia Najświętszego Serca Pana Jezusa w Błoniu
Parafia Najświętszego Serca Pana Jezusa w Błoniu – parafia rzymskokatolicka należąca do dekanatu Łęczyca w diecezji łowickiej. Od 2023 roku proboszczem parafii jest ks. Wojciech Kluska.
Erygowana w 1373 r.
Do parafii należą wierni z miejscowości: Błonie, Chorki (część), Golbice (część), Łęka, Łęka-Kolonia, Mikołajew, Siemszyce i Zawada.